# 장청적
장청적(莊靑翟, ? ~ 기원전 116년? 115년?)은 전한 중기의 관료로, 개국공신 장불식의 손자이다.

## 행적
문제 후원년(기원전 163년), 아버지 장영의 뒤를 이어 무강후(武彊侯)에 봉해졌다.
건원 4년(기원전 137년), 어사대부에 임명되었으나 2년 후 두태후의 장례를 제대로 치르지 않은 죄로 면직되었다.
원수 5년(기원전 118년), 태자소부에서 승상으로 승진하였다.
원정 2년(기원전 116년), 문제의 능원에 묻은 예전(瘞錢)이 도굴당하는 사건이 일어났다. 장청적은 어사대부 장탕과 함께 무제에게 나아가 사죄하려 하였는데, 장탕은 능원을 항상 순시한 사람은 장청적이니 자신과는 아무런 관계가 없다고 생각하여 사죄하지 않았다. 결국 장청적만 사죄하였고, 무제는 사건의 처리를 장탕에게 맡겼다.
장청적은 거취를 걱정하였는데, 평소 장탕을 미워하던 승상장사 주매신·왕조·변통(邊通)이 장탕에게 죄를 덮어씌울 생각에 장청적에게 장탕의 잘못을 아뢰었다. 곧 수사가 진행되면서 이외의 간악한 일들이 드러나, 장탕은 11월에 스스로 목숨을 끊었다.
장탕의 어미는 아들의 죽음을 부끄럽게 여겨, 장사를 초라하게 지낼 생각으로 장탕의 시신을 소달구지에 실어 가져갔다. 어미의 행동에 놀란 무제는 재수사를 명하였고, 주매신 등의 모의를 적발하여 모두 주살하였다. 장청적 또한 스스로 목숨을 끊었고, 봉국은 폐지되었다.

## 출전
- 사마천, 《사기》
  - 권18 고조공신후자연표
  - 권122 혹리열전
- 반고, 《한서》
  - 권16 고혜고후문공신표
  - 권19하 백관공경표 下
  - 권59 장탕전
  - 권64상 엄주오구주보서엄종왕가전 上

| 전임 조관 | 전한의 어사대부 기원전 137년 ~ 기원전 135년 | 후임 한안국 |

| 전임 이채 | 전한의 승상 기원전 118년 4월 을묘일 ~ 기원전 116년? 115년? | 후임 조주 |

| 선대 아버지 무강간후 장영 | 전한의 무강후 기원전 162년 ~ 기원전 116년? 115년? | 후대 (폐지) |